# Listă de actori americani (E-H)
Aceasta este o listă de actori din Statele Unite ale Americii (E-H):

Cuprins: Început - 0–9 A B C D E F G H I J K L M N O P Q R S T U V W X Y Z

## E
George Eads - Jeanne Eagels - Jeff East - Leslie Easterbrook - Alison Eastwood - Clint Eastwood - Christine Ebersole - Buddy Ebsen - Aaron Eckhart - Nelson Eddy - Lisa Edelstein - Barbara Eden - Simone Eden - Louis Edmonds - Donna Edmondson - Ashley Edner - Bobby Edner - Richard Edson - Anthony Edwards - Barbara Edwards - Eric Edwards - Gail Edwards - Imia Fleur Edwards - Paddi Edwards - Sam Edwards - Vince Edwards - Zac Efron - Richard Egan (actor) - Nicole Eggert - Marie Eguro - Jennifer Ehle - Lisa Eilbacher - Aron Eisenberg - Jesse Eisenberg - Anthony Eisley - David Glen Eisley - Elaine Miles - Jack Elam - Dana Elcar - Ron Eldard - Florence Eldridge - Eleanor Audley - Carmen Electra - Erika Eleniak - Bodhi Elfman - Jenna Elfman - Elizabeth Allen (actriță) - Shannon Elizabeth - Robert Ellenstein - Jane Elliot - Maxine Elliott - Andrea Elson - Julian Eltinge - Frederick W. Elvidge - Ron Ely - Ethan Embry - Hope Emerson - David Emge - Eminem - Noah Emmerich - Georgia Engel - Dave England - Robert Englund - Joy Enriquez - Brian Eppes - Kathryn Erbe - Leif Erickson - Mark Erickson - Jennifer Esposito - Susie Essman - Will Estes - Emilio Estevez - Joe Estevez - Shari Eubank - Chris Evans (actor) - Dale Evans - Linda Evans - Maurice Evans (actor) - Chad Everett - Angie Everhart - Jason Evers - Greg Evigan - Melissa Evridge - Kayla Ewell - Tom Ewell - Andi Eystad - William Eythe - 

## F
Shelley Fabares - Fabian (actor) - Ava Fabian - Nanette Fabray - Peter Facinelli - Bill Fagerbakke - Jeff Fahey - Douglas Fairbanks starejši - Morgan Fairchild - Lola Falana - Tav Falco - Rock Falcon - Page Falkenberg - Tiffany Fallon - Alison Fanelli - Dakota Fanning - Elle Fanning - Kerissa Fare - James Farentino - Antonio Fargas - Dennis Farina - Anna Faris - Sean Faris - Frances Farmer - Vera Farmiga - Richard Farnsworth - Diane Farr - Jamie Farr - Glenda Farrell - Mike Farrell - Terry Farrell (actriță) - Mia Farrow - David Faustino - Jon Favreau - Farrah Fawcett - Dorothy Fay - Alice Faye - Barbara Feldon - Tovah Feldshuh - Norman Fell - Sherilyn Fenn - Colm Feore - Christina Ferguson - Elsie Ferguson - Adam Ferrara - Cristina Ferrare - Rebecca Ferratti - Jami Ferrell - Will Ferrell - Mel Ferrer - America Ferrera - Martin Ferrero - Lou Ferrigno - Tina Fey - William Fichtner - John Fiedler - Betty Field - Sally Field - Romaine Fielding - Kim Fields - W. C. Fields - Harvey Fierstein - Larry Fine (actor) - Gavin Fink - Fyvush Finkel - Anita Finlay - John Finn - Katie Finneran - Linda Fiorentino - Jenna Fischer - Laurence Fishburne - Danielle Fishel - Carrie Fisher - Frances Fisher - Joely Fisher - Tricia Leigh Fisher - Michael Fishman - Schuyler Fisk - Colleen Fitzpatrick - Leo Fitzpatrick - Fannie Flagg - Joe Flaherty - Ed Flanders - Sean Patrick Flanery - Joe Flanigan - Maureen Flannigan - John Fleck - Charles Fleischer - Jaqueline Fleming - Rhonda Fleming - Connie Fletcher - Louise Fletcher - Jay C. Flippen - Calista Flockhart - Dann Florek - George Buck Flower - Jimmy Flynn - Sean Flynn - Lisa Foiles - Ellen Foley - Alison Folland - Bridget Fonda - Henry Fonda - Jane Fonda - Peter Fonda - Debra Jo Fondren - Benson Fong - Michelle Forbes - Constance Ford - David Ford (actor) - Faith Ford - Glenn Ford - Harrison Ford - Harrison Ford (1884-1957 - Maria Ford - Trent Ford - Victoria Forde - Amanda Foreman (actriță) - Deborah Foreman - Edwin Forrest - Frederic Forrest - Steve Forrest - Brian Forster - Robert Forster - John Forsythe - William Forsythe (actor) - Ben Foster (actor) - Jon Foster - Karen Foster - Meg Foster - Sara Foster - Jodie Foster - Byron Foulger - Anne-Marie Fox - Jorja Fox - Matthew Fox (actor) - Megan Fox - Sonny Fox - Jaimee Foxworth - Robert Foxworth - Jamie Foxx - Mackenzie Foy - Jonathan Frakes - Arlene Francis - Kay Francis - Lindsey Francis - Missy Francis - James Franco - Jason David Frank - Richard Frank - Al Franken - Bonnie Franklin - Carl Franklin - Diane Franklin - John Franklin (actor) - Mary Frann - Adrienne Frantz - Dennis Franz - Daniel Franzese - Brendan Fraser - Elisabeth Fraser - William Frawley - Donavan Freberg - Pauline Frederick - Al Freeman mlajši - Joan Freeman - Kathleen Freeman - Morgan Freeman - Victor French - Glenn Frey - Leonard Frey - Dorothy Frooks - Alex Frost - Lindsay Frost - Jordan Fry - Dwight Frye - Sean Frye - Soleil Moon Frye - Alan Fudge - Patrick Fugit - Isabelle Fuhrman - Mary Fuller - Drew Fuller - Frances Fuller - Kurt Fuller - Victoria Fuller - John Fugelsang - Annette Funicello - Terry Funk - Edward Furlong - Betty Furness - Stephen Furst - Dan Futterman -

## G
Martin Gabel - Seth Gabel - Clark Gable - Mo Gaffney - Kevin Gage - Helen Gahagan - James Gaines - M. C. Gainey - Johnny Galecki - Gallagher and Shean - David Gallagher - Megan Gallagher - Peter Gallagher - Zach Galligan - Kyle Gallner - Carla Gallo - Don Galloway - James Gammon - Tony Ganios - Richard Gant - Robert Gant - Terri Garber - Aimee Garcia - Joanna Garcia - Jorge Garcia - Vincent Gardenia - Ava Gardner - Catherine Gardner - John Garfield - Judy Garland - Ralph Garman - James Garner - Jennifer Garner - Kelli Garner - Paul Garner - Peggy Ann Garner - Teri Garr - Betty Garrett - Brad Garrett - Leif Garrett - Patsy Garrett - Richard Garrick - David Garrison - Lorraine Gary - Gene Gauntier - Marcia Mitzman Gaven - John Gavin - Nona Gaye - Rebecca Gayheart - George Gaynes - Janet Gaynor - Mitzi Gaynor - Ben Gazzara - Michael Gazzo - Karl Geary - Jason Gedrick - Sarah Michelle Gellar - Anthony George - Christopher George - Gladys George - Gil Gerard - Ashlyn Gere - Richard Gere - Galen Gering - Greg Germann - Christopher Gerse - Gina Gershon - Jami Gertz - Leo Geter - Malcolm Gets - Balthazar Getty - Estelle Getty - Ileen Getz - Alice Ghostley - Paul Giamatti - Cynthia Gibb - Donald Gibb - Henry Gibson - Hoot Gibson - Mel Gibson - Thomas Gibson - Kelli Giddish - Kathie Lee Gifford - Gilbert Price - Billy Gilbert - John Gilbert (actor) - Kent Gilbert - Melissa Gilbert - Jack Gilford - William Gillette - John Gilmore (scenarist) - Jack Ging - Robert Ginty - Paul Giovanni - Joy Giovanni - Carmine Giovinazzo - Dorothy Gish - Lillian Gish - Jonah Glasgow - Phillip Glasser - Stephanie Glasson - Summer Glau - Jackie Gleason - James Gleason - Paul Gleason - Vanessa Gleason - Scott Glenn - Sharon Gless - Bruce Glover - Crispin Glover - Danny Glover - John Glover (actor) - George Gobel - Mark Goddard - Paulette Goddard - Norris Goff - Elon Gold - Tracey Gold - Bill Goldberg - Whoopi Goldberg - Jeff Goldblum - Akiva Goldsman - Jenette Goldstein - Jonathan Goldstein (actor) - Tony Goldwyn - Bob Golic - Nick Gomez - Selena Gomez - Thomas Gomez - Myrtle Gonzalez - Miriam Gonzalez - Nicholas Gonzalez - Meagan Good - John Goodman - Ginnifer Goodwin - Laurel Goodwin - Nathaniel Carl Goodwin - Alicia Goranson - Barry Gordon - Gale Gordon - Keith Gordon - Leo Gordon - Ruth Gordon - Karen Lynn Gorney - Frank Gorshin - Mark-Paul Gosselaar - Gilbert Gottfried - Jetta Goudal - Lloyd Gough - Robert Goulet - Betty Grable - Maggie Grace - Topher Grace - David Graf - Gary Graham - Heather Graham - Lauren Graham - Gloria Grahame - Kelsey Grammer - Ethel Grandin - Farley Granger - Valentine Grant - Cary Grant - Faye Grant - Lee Grant - Bonita Granville - Charles Grapewin - Karen Grassle - Marianne Gravatte - Peter Graves (actor) - Coleen Gray - Erin Gray - Linda Gray - Spalding Gray - Sprague Grayden - Billy Green Bush - Brian Austin Green - Seth Green - Bryan Greenberg - Sandy Greenberg - Ashley Greene - Jane Greer - Virginia Gregg - Andre Gregory - James Gregory (actor) - Justine Greiner - Jennifer Grey - Joel Grey - Virginia Grey - Zena Grey - Richard Grieco - David Alan Grier - Pam Grier - Jon Gries - Eddie Griffin - Nikki Griffin - Andy Griffith - James Griffith - Melanie Griffith - Thomas Ian Griffith - Tammy Grimes - Charles Grodin - Max Grodénchik - Arye Gross - Greg Grunberg - Saverio Guerra - Lisa Guerrero - Christopher Guest - Lance Guest - Carla Gugino - Ann Morgan Guilbert - Texas Guinan - Clu Gulager - Sean Gullette - Devon Gummersall - Sean Gunn - Bob Gunton - Jasmine Guy - Jack Guzman - Fred Gwynne - Jake Gyllenhaal - Maggie Gyllenhaal -

## H
Lukas Haas - Shane Haboucha - Shelley Hack - Buddy Hackett - James Henry Hackett - Joan Hackett - Martha Hackett - Gene Hackman - Sarah Hagan - Jean Hagen - Kevin Hagen - Uta Hagen - Julie Hagerty - Dan Haggerty - Larry Hagman - Jess Hahn - Stacy Haiduk - Sid Haig - William Haines - Gwen Hajek - Alan Hale mlajši - Alan Hale starejši - Barbara Hale - Jennifer Hale - Jack Haley - Jackie Earle Haley - Albert Hall - Anthony Michael Hall - Arch Hall mlajši - Arsenio Hall - Brad Hall - Bug Hall - Hanna R. Hall - Huntz Hall - Jerry Hall - Jon Hall - Michael C. Hall - Philip Baker Hall - Regina Hall - Rich Hall - Robert David Hall - Billy Halop - Florence Halop - Luke Halpin - Veronica Hamel - Rusty Hamer - Mark Hamill - Hamilton Camp - George Hamilton (actor) - John Hamilton (actor) - Linda Hamilton - Lisa Gay Hamilton - Lois Hamilton - Margaret Hamilton - Neil Hamilton (actor) - Wendy Hamilton - Harry Hamlin - Nicholas Hammond - Earl Hamner mlajši - Evan Handler - Colin Hanks - Tom Hanks - Daryl Hannah - Alyson Hannigan - Juanita Hansen - Gunnar Hansen - Ryan Hansen - Stan Hansen - Marcia Gay Harden - Jerry Hardin - Melora Hardin - Johnny Hardwick - Oliver Hardy - Dean Harens - Mariska Hargitay - Jean Harlow - Joy Harmon - Angie Harmon - Mark Harmon - Corinna Harney - Elisabeth Harnois - Gale Harold - Jessica Harper - Valerie Harper - Woody Harrelson - Edward Harrigan - Desmond Harrington - Jay Harrington - Pat Harrington mlajši - Seth Harrington - Julie Harris - Barbara Harris (actriță) - Danielle Harris - Ed Harris - Harriet Sansom Harris - Jonathan Harris - Julius Harris - Mildred Harris - Moira Harris - Neil Patrick Harris - Phil Harris - Randy Harrison - Richard Harrison (actor) - Susan Harrison - Teri Marie Harrison - Elizabeth Harrower (actriță) - Harry Lauter - Debbie Harry - Margo Harshman - David Hart - Dolores Hart - Dorothy Hart - William S. Hart - Christy Hartburg - Mariette Hartley - Nina Hartley - Lisa Hartman - Josh Hartnett - Dennis Haskins - Danny Hassel - Richard Hatch (actor) - Teri Hatcher - Hurd Hatfield - Anne Hathaway (actriță) - Noah Hathaway - Rondo Hatton - Annette Haven - Phyllis Haver - June Havoc - Ethan Hawke - Ormi Hawley - Goldie Hawn - Pamela Hayden - Sterling Hayden - Allison Hayes - Billie Hayes - George 'Gabby' Hayes - Helen Hayes - Margaret Hayes - Sean Hayes - Johnny Haymer - Kathryn Hays - Robert Hays - Susan Hayward - Glenne Headly - Anthony Heald - George Hearn - Joey Heatherton - Anne Heche - Eileen Heckart - Dan Hedaya - Jon Heder - Tippi Hedren - Van Heflin - Katherine Heigl - Stephanie Heinrich - Marg Helgenberger - Anne Helm - Tiffany Helm - Katherine Helmond - Percy Helton - Margaux Hemingway - Mariel Hemingway - Florence Henderson - Elizabeth Hendrickson - Elaine Hendrix - Leslie Hendrix - Wanda Hendrix - Marilu Henner - Carolyn Hennesy - Paul Henreid - David Henrie - Lance Henriksen - Buck Henry - Gregg Henry - Justin Henry - Jon Hensley - Pamela Hensley - Shuler Hensley - Alex Henteloff - Katharine Hepburn - Richard Herd - David Herman - Jay Hernandez - Bijou Heron - Edward Herrmann - Mark Herron - Herschel Sparber - Barbara Hershey - J.G. Hertzler - Jason Hervey - David Hess - Howard Hesseman - Charlton Heston - Jennifer Hetrick - Martin Hewitt (actor) - Jennifer Love Hewitt - Darryl Hickman - Dwayne Hickman - Catherine Hicks - Joel Higgins - Alexandria Hilfiger - Lauren Michelle Hill - Steven Hill - John Hillerman - Tyler Hilton - Kathy Hilton - Paris Hilton - Megan Hilty - Aaron Himelstein - Earl Hindman - Cheryl Hines - Gregory Hines - Pat Hingle - Jordan Hinson - Emile Hirsch - Judd Hirsch - Lou Hirsch - Hallee Hirsh - Kane Hodder - John Hodiak - Tyler Hoechlin - Dustin Hoffman - Philip Seymour Hoffman - Gaby Hoffmann - Susanna Hoffs - Isabella Hofmann - Hulk Hogan - Hal Holbrook - Alexandra Holden - Laurie Holden - Rebecca Holden - William Holden - Cheryl Holdridge - Betty Lou Holland - Willa Holland - Judy Holliday - Polly Holliday (actor) - Earl Holliman - Alice Hollister - Laurel Holloman - Josh Holloway - Sterling Holloway - Lauren Holly - Celeste Holm - Helen Holmes - Katie Holmes - Jack Holt (actor) - Jennifer Holt - Tim Holt - Harlod Hunter - Darla Hood - Robert Hooks - William Hootkins - Addison Hoover - Alex Hoover - Amanda Hope - Bob Hope - Miriam Hopkins - DeWolf Hopper - Dennis Hopper - Hedda Hopper - William Hopper - Monica Horan - Tad Horino - Michelle Horn - Lena Horne - Brigitte Horney - Edward Everett Horton - Allen »Farina« Hoskins - Andy Houts - Larry Hovis - Bryce Dallas Howard - Clint Howard - John Howard (actor) - Ken Howard - Rance Howard - Ron Howard (režiser) - Sherman Howard - Susan Howard - Terrence Howard - Traylor Howard - Roger Howarth - C. Thomas Howell - Nancy Hower - Beth Howland - Elizabeth Hubbard - David Huddleston - Stella Hudgens - Vanessa Hudgens - Oliver Hudson - Rock Hudson - Cady Huffman - Felicity Huffman - Tom Hulce - Josephine Hull - Warren Hull - Mary-Margaret Humes - William J. Humphrey - Leann Hunley - Gayle Hunnicutt - Bonnie Hunt - Crystal Hunt - Helen Hunt - Linda Hunt - Marsha Hunt (actriță) - April Hunter - Holly Hunter - Jeffrey Hunter - Kaki Hunter - Kim Hunter - Tab Hunter - Sam Huntington - Mary Beth Hurt - William Hurt - Katherine Hushaw - Toby Huss - Ruth Hussey - Anjelica Huston - Jack Huston - John Huston - Walter Huston - Brian G. Hutton - Jim Hutton - Lauren Hutton - Timothy Hutton - Leila Hyams - Martha Hyer - Diana Hyland - Joyce Hyser - 